# Restrepia brachypus
Restrepia brachypus är en orkidéart som beskrevs av Heinrich Gustav Reichenbach. Restrepia brachypus ingår i släktet Restrepia och familjen orkidéer. Inga underarter finns listade i Catalogue of Life.

## Bildgalleri

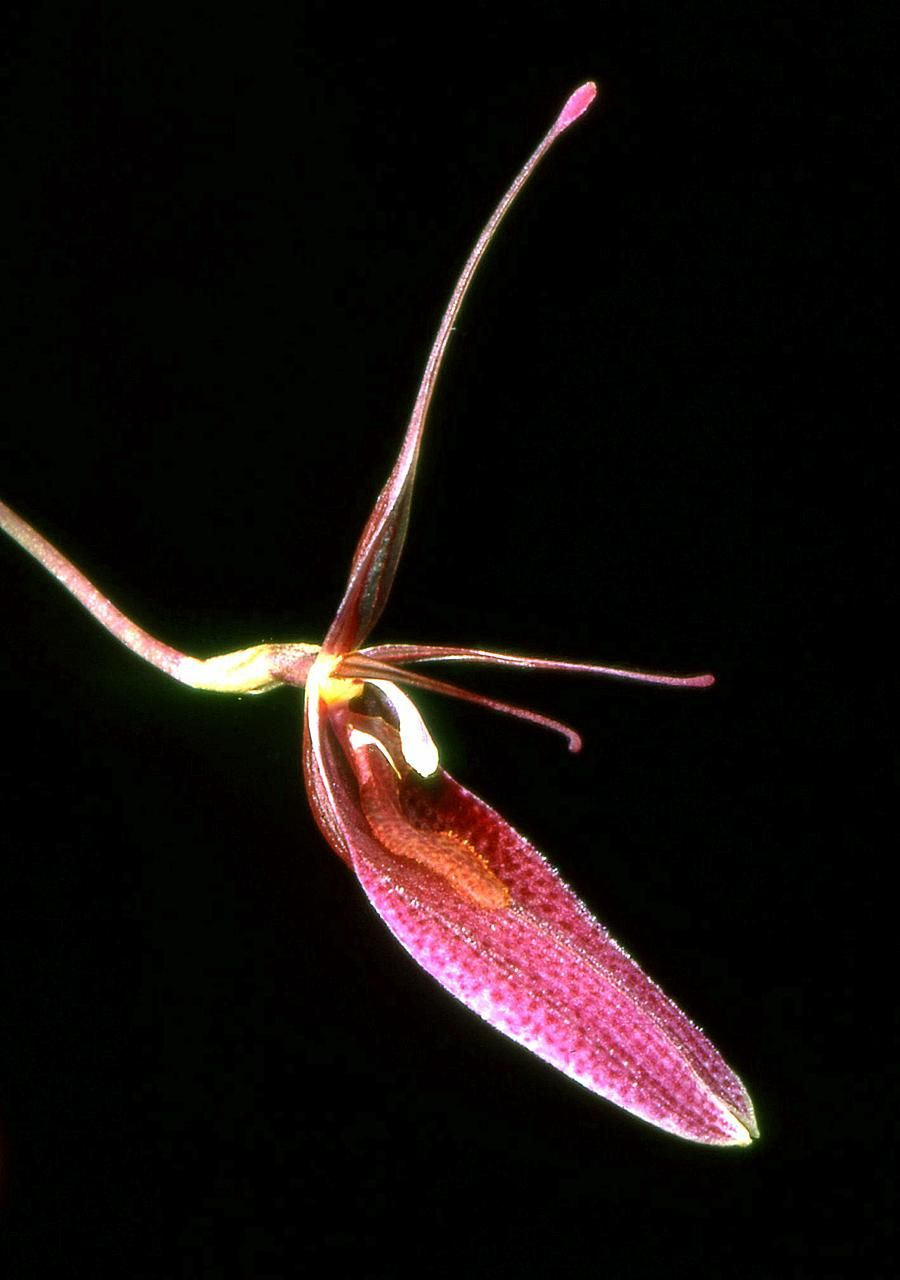
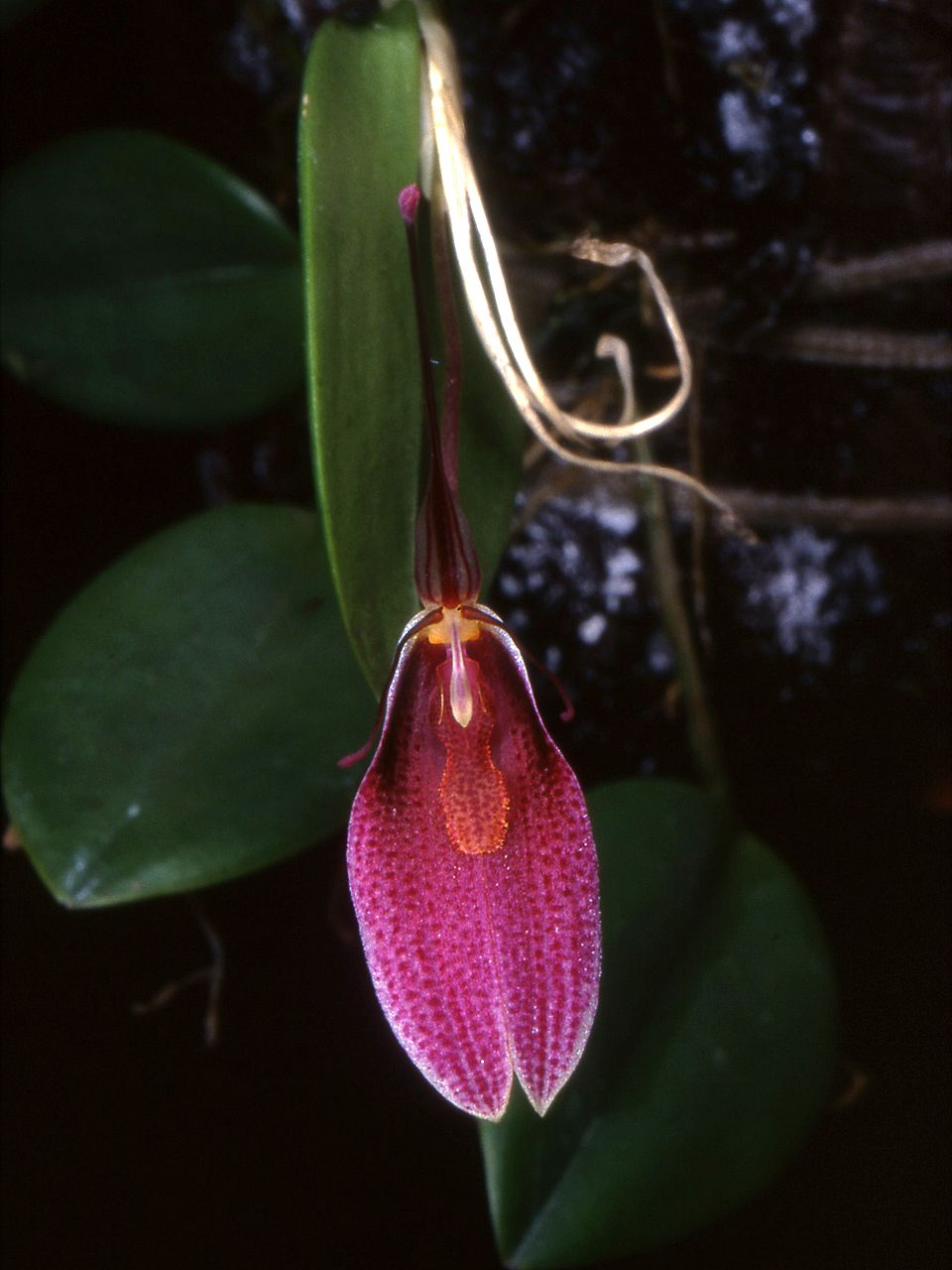
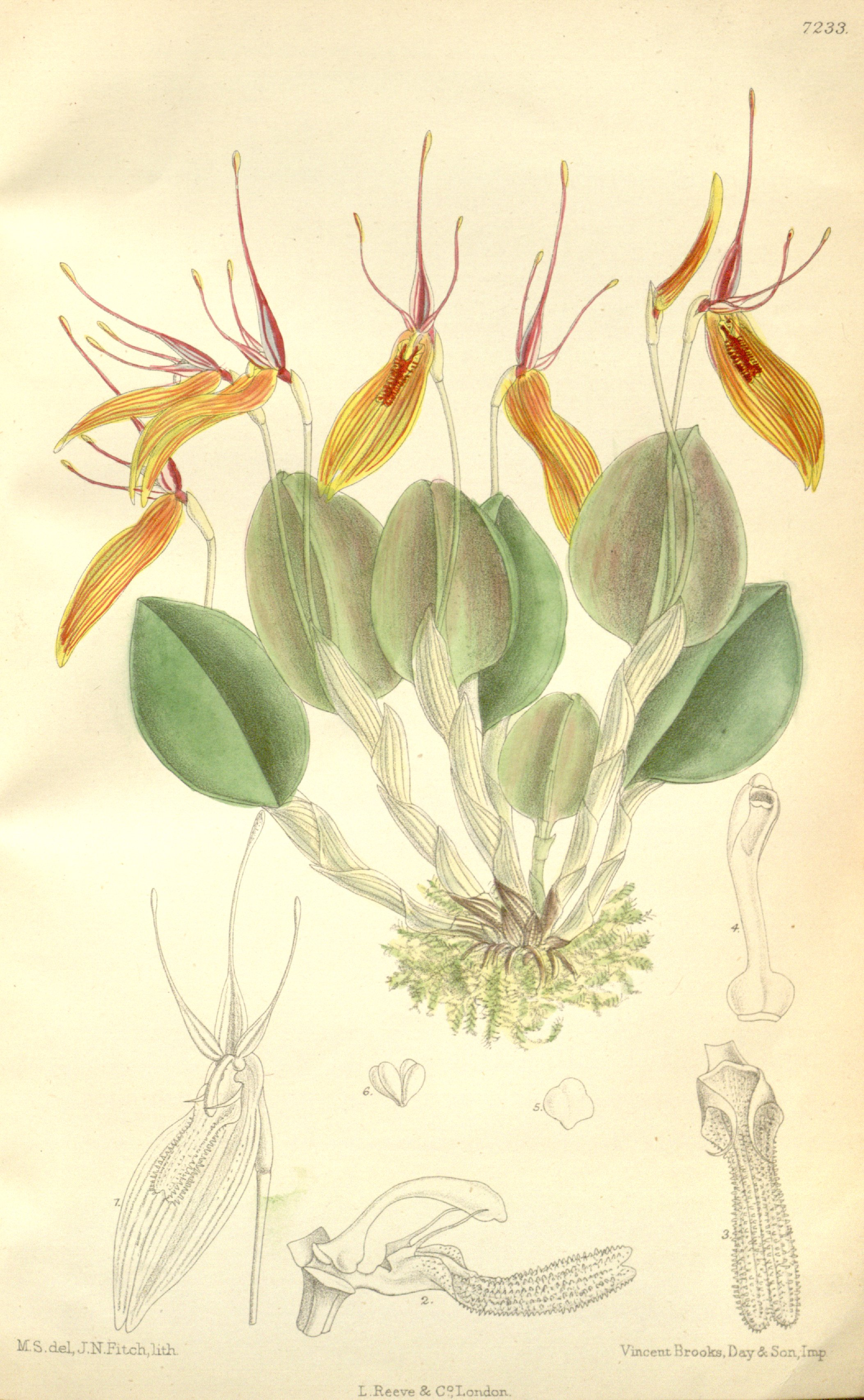